# Neosynchiropus
Neosynchiropus is een monotypisch geslacht van straalvinnige vissen uit de familie van pitvissen (Callionymidae).

## Soort
- Neosynchiropus bacescui Nalbant, 1979